# Rutzenham
Rutzenham est une commune autrichienne du district de Vöcklabruck en Haute-Autriche.

## Géographie

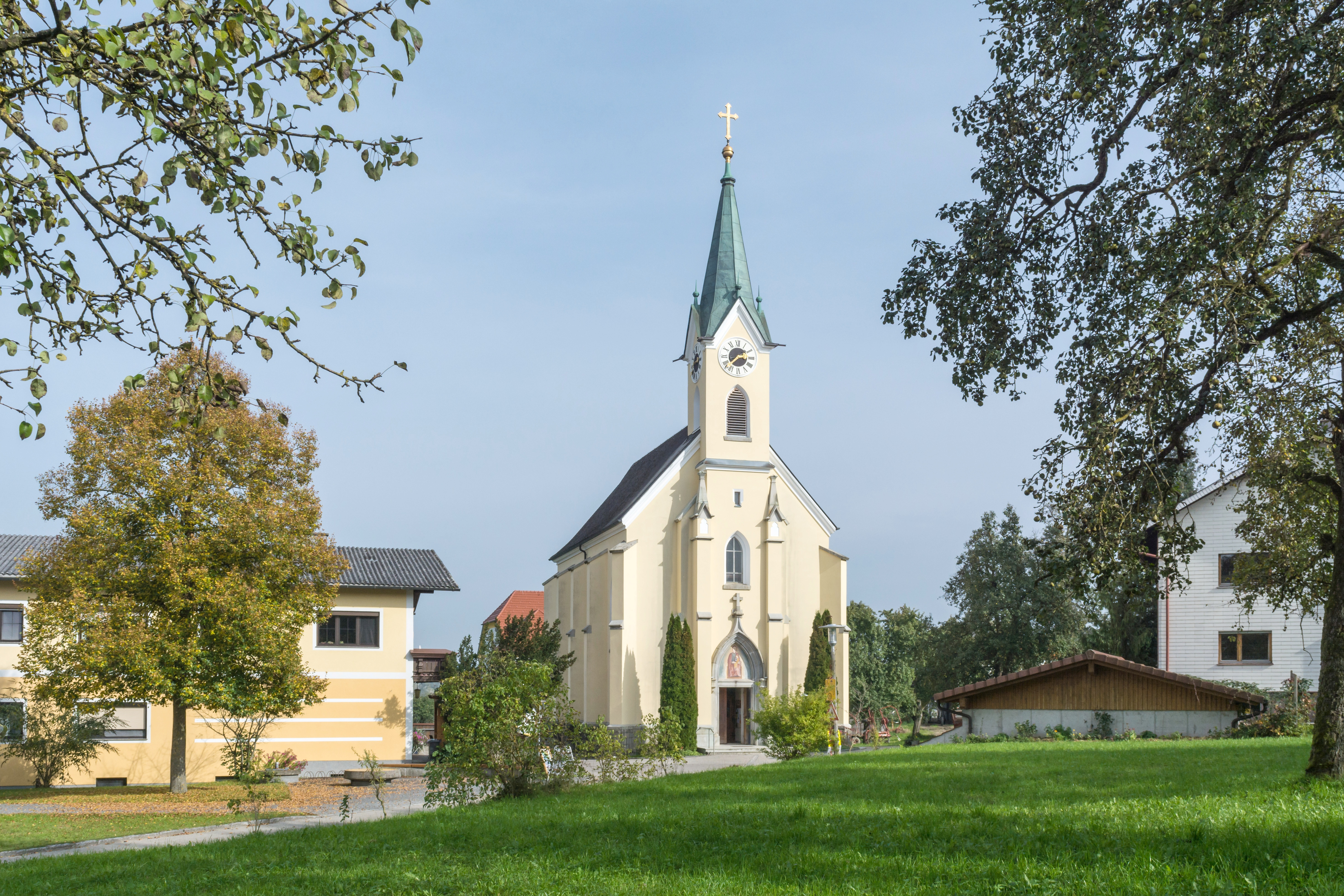
Rutzenham, l'église de l'Enfant divin (Expositurkirche Göttlicher Kinderfreund)